# Capasa ignivorata
Capasa ignivorata är en fjärilsart som beskrevs av Walker 1862. Capasa ignivorata ingår i släktet Capasa och familjen mätare. Inga underarter finns listade i Catalogue of Life.